# ブアダ地区
ブアダ地区（Buada District）は、ナウルの1地区。唯一の内陸地区で、同国の南西部に位置する。ナウルで最も美しい場所の1つとされているブアダ・ラグーンがある。
他の地区より比較的多くの植物があったが、鉱業の為に、その多くが失われる結果となった。